# Добжиця
Добжиця (пол. Dobrzyca) — місто Польщі, Великопольське воєводство, Плешевський повіт. Адміністративний центр ґміни Добжиця.

## Історія
Назва походить від першого власника Миколая Добжицького (1327 р.). 16 травня 1440 р. Добжиця отримала від короля Владислава міські права. Тоді відбувся розподіл на місто Добжиця та село Добжиця.
Під час Шведського потопу Добжиця була знищена та невдовзі відновлена.
Після пожежі 1777 р. місто було відновлено, йому було надано виразного архітектурного виразу із площею Ринок. 1837 р. місто мало 937 мешканців. Наприкінці ХІХ ст. виникли перші промислові заклади.
1934 р. місто мало лише 1187 мешканців, тому втратило міські права (Радою Міністрів мінімальною кількістю мешканців для надання міських прав було визначено 3 тисячі).
З 1939 по 24 січня 1945 р. Добжиця була окупована німецькими військами.
2014 р. відновлено міські права.

## Пам'ятки
- Дерев'яний костел Св. Теклі (1778)
- Палацово-парковий комплекс
- Костел (1830-і рр.)
- Ратуша (1920-1930-і)
- Давній заїзд на пл. Ринок (18 ст.)